# (9780) Bandersnatch
(9780) Bandersnatch (1994 SB) – planetoida z grupy pasa głównego asteroid okrążająca Słońce w ciągu 3,27 lat w średniej odległości 2,2 j.a. Została odkryta 25 września 1994 roku.